# Giedrius Gustas
Giedrius Gustas (ur. 4 marca 1980 w Kownie) – litewski koszykarz występujący na pozycji rozgrywającego.

## Życiorys
W swojej karierze zdobył m.in. mistrzostwo Euroligi a także 4 tytuły mistrza kraju z Žalgirisem Kowno, raz z łotewskim Barons Ryga, tytuł mistrza Europy w 2003 r. Giedrius zdobył także Puchar EuroChallenge, będąc MVP Final Four tych rozgrywek.

## Osiągnięcia
Na podstawie, o ile nie zaznaczono inaczej.
- Mistrz:
  - Euroligi (1999)
  - FIBA EuroCup (2008)
  - NEBL (1999)
  - Litwy (1999, 2001, 2003, 2004)
  - Łotwy (2008)
- Wicemistrz:
  - Konferencji Północnej FIBA Europa (2005)
  - Litwy (2002)
  - Łotwy (2006, 2009)
- Brąz mistrzostw:
  - Litwy (2013)
  - Estonii (2014)
  - pucharu Estonii (2014)

Indywidualne
- MVP Final Four Pucharu Eurochallenge (2008)
- Uczestnik meczu gwiazd ligi:
  - litewskiej (2004)
  - łotewskiej (2008)
- Lider w asystach ligi estońskiej (2014 – 4,59)[4]

Reprezentacja
- Mistrz Europy (2003)
- Brązowy medalista mistrzostw Europy (2007)
- Zdobywca Kontynentalnego Pucharu Mistrzów Stankovicia (2005)
- Uczestnik mistrzostw:
  - świata (2006 – 7. miejsce)
  - Europy:
    - 2003, 2005 – 5. miejsce, 2007
    - U–18 (1998 – 9. miejsce)

  - kwalifikacji do Eurobasketu U–20 (2000)

## Statystyki podczas występów w Polsce
| Sezon     | Drużyna     | M  | S5 | MPG  | FG% | 3P% | FT% | RPG | APG | SPG | BPG | PPG  |
| --------- | ----------- | -- | -- | ---- | --- | --- | --- | --- | --- | --- | --- | ---- |
| 2010/2011 | Trefl (PLK) | 31 | 31 | 24,9 | 44% | 33% | 80% | 1,7 | 2,0 | 1,0 | 0,2 | 10,5 |
| 2011/2012 | Turów (PLK) | 44 | 29 | 18,3 | 50% | 44% | 81% | 1,3 | 1,5 | 0,5 | 0,1 | 7,1  |

## Odznaczenia
- Krzyż Komandorski Orderu „Za Zasługi dla Litwy” – 2007[5]
- Krzyż Oficerski Orderu „Za Zasługi dla Litwy” – 2003[5]
- Medal Orderu Wielkiego Księcia Giedymina – 1999[5]